# Starwings Basel
O Starwings Basket Regio Basel, também conhecido como Starwings Basel ou até mesmo apenas como Starwings, é um clube profissional de basquetebol sediado na cidade de Basiléia, Suíça que atualmente disputa a SB League. Foi fundado em 2002 e manda seus jogos nas Sporthalle Birsfelden com capacidade para 2.000 espectadores.

## Temporadas
| Temporada | Nível | Liga | Pos.              | Pós Temporada     |
| --------- | ----- | ---- | ----------------- | ----------------- |
| 2013–14   | 1     | LNA  | 6                 |                   |
| 2014-15   | 1     | LNA  | 5                 |                   |
| 2015-16   | 1     | LNA  | 8                 | Quartas de finais |
| 2016-17   | 1     | LNA  | 6                 | Quartas de finais |
| 2017-18   | 1     | SBL  | 9                 |                   |
| 2018-19   | 1     | SBL  | 10                |                   |
| 2019-20   | 1     | SBL  | Pandemia Covid 19 | Pandemia Covid 19 |
| 2020-21   | 1     | SBL  | 8                 | Finalista         |

fonte:eurobasket.com